# Marcelo Segales
Marcelo Segales, vollständiger Name Juan Marcelo Segales Herrera, (* 25. Februar 1980 in Montevideo) ist ein uruguayischer Fußballspieler.

## Karriere

### Verein
Der 1,82 Meter große Stürmer begann seine Karriere im Jahr 2000 bei den Rampla Juniors. Von 2002 bis 2005 spielte er für Centro Atlético Fénix, wo er nach der Partie gegen Defensor am 19. Oktober 2002 nach einem positiven Dopingtest – offenbar auf Kokain – für sechs Monate gesperrt wurde. In der Clausura 2003 erreichte er mit Fénix den dritten Platz und nahm an der Copa Libertadores 2004 teil. In den Spielzeiten 2004, 2005 und 2005/06 bestritt er für den Klub insgesamt 31 Ligaspiele und schoss drei Tore. 2006 ging er zum Rocha FC, für den er 2005/06 bei 13 Erstligaeinsätzen zweimal ins gegnerische Tor traf.
Im selben Jahr wechselte er ins Ausland zum honduranischen Klub CD Marathón, für den er bis 2007 aktiv war. 2007 schloss er sich CD Heredia in Guatemala an. Ab 2008 spielte er wieder in Honduras, zuerst 2008 für den Hispano FC und in den Spielzeiten 2008/09 und 2009/10 beim CD Victoria. Im Februar 2011 kehrte er zurück in sein Heimatland und ging zum Zweitligisten Cerrito, mit dem er den Aufstieg in die Primera División schaffte.

### Nationalmannschaft
Unter Nationaltrainer Juan Ramón Carrasco wurde er auch in die uruguayische Nationalmannschaft berufen.